# Population Connection
Population Connection (anteriormente Zero Population Growth ou ZPG ) é uma organização sem fins lucrativos dos Estados Unidos que procura aumentar a conscientização sobre os desafios populacionais e defende um melhor acesso global ao planejamento familiar e aos cuidados de saúde sexual. A organização foi fundada em 1968 por Paul Ralph Ehrlich, Richard Bowers e Charles Remington logo após o lançamento de The Population Bomb, o livro mais vendido de Ehrlich. O nome atual da organização foi adotado em 2002.